# Sportgemeinschaft Essen-Schönebeck 19/68 2018-2019
Questa voce raccoglie le informazioni riguardanti lo Sportgemeinschaft Essen-Schönebeck 19/68 nelle competizioni ufficiali della stagione 2018-2019.

## Maglie e sponsor
|  | Casa | Trasferta |

## Rosa
Rosa, ruoli e numeri di maglia come da sito societario, aggiornati al 26 settembre 2018.
| N. |                     | Ruolo | Calciatrice         |
| -- | ------------------- | ----- | ------------------- |
| 1  | Germania (bandiera) | P     | Stina Johannes      |
| 2  | Germania (bandiera) | D     | Vanessa Kniszewski  |
| 3  | Canada (bandiera)   | C     | Danica Wu           |
| 4  | Germania (bandiera) | C     | Jana Feldkamp       |
| 5  | Germania (bandiera) | D     | Isabel Hochstein    |
| 6  | Germania (bandiera) | C     | Jule Dallmann       |
| 7  | Germania (bandiera) | D     | Sarah Freutel       |
| 8  | Germania (bandiera) | C     | Manjou Wilde        |
| 9  | Germania (bandiera) | A     | Kirsten Nesse       |
| 10 | Germania (bandiera) | A     | Linda Dallmann      |
| 11 | Germania (bandiera) | D     | Irini Ioannidou     |
| 12 | Germania (bandiera) | P     | Lisa Klostermann    |
| 13 | Germania (bandiera) | C     | Ramona Petzelberger |

| N. |                     | Ruolo | Calciatrice          |
| -- | ------------------- | ----- | -------------------- |
| 14 | Germania (bandiera) | C     | Mara Grutkamp        |
| 16 | Germania (bandiera) | C     | Jacqueline Klasen    |
| 17 | Germania (bandiera) | A     | Nicole Anyomi        |
| 18 | Germania (bandiera) | D     | Lena Ostermeier      |
| 19 | Germania (bandiera) | C     | Lena Oberdorf        |
| 20 | Germania (bandiera) | P     | Kim Sindermann       |
| 21 | Germania (bandiera) | C     | Ina Lehmann          |
| 22 | Germania (bandiera) | D     | Nina Brüggemann      |
| 23 | Germania (bandiera) | C     | Annalena Rieke       |
| 24 | Germania (bandiera) | A     | Lea Schüller         |
| 27 | Germania (bandiera) | D     | Marina Hegering      |
| 29 | Germania (bandiera) | D     | Annalena Breitenbach |
| 33 | Germania (bandiera) | A     | Turid Knaak          |

## Calciomercato

### Sessione estiva
| Acquisti | Acquisti             | Acquisti            | Acquisti                        |
| R.       | Nome                 | da                  | Modalità                        |
| -------- | -------------------- | ------------------- | ------------------------------- |
| P        | Stina Johannes       | Jena                | definitivo                      |
| P        | Lisa Klostermann     | MSV Duisburg        | definitivo                      |
| D        | Annalena Breitenbach | Jena                | definitivo                      |
| D        | Vanessa Kniszewski   | SGS Essen II        | aggregata dalla squadra riserve |
| C        | Jule Dallmann        | Borussia M'gladbach | definitivo                      |
| C        | Danica Wu            | MSV Duisburg        | definitivo                      |
| A        | Annalena Rieke       | Jena                | definitivo                      |

| Cessioni | Cessioni      | Cessioni         | Cessioni   |
| R.       | Nome          | a                | Modalità   |
| -------- | ------------- | ---------------- | ---------- |
| P        | Lisa Weiß     | Olympique Lione  | definitivo |
| C        | Sara Doorsoun | Wolfsburg        | definitivo |
| A        | Laura Radke   | Bayer Leverkusen | definitivo |

## Risultati

### Frauen-Bundesliga

#### Girone di andata
| Arbitro: | Duske (Leverkusen) |

|  |           |                                          |
|  | Marcatori | 33’, 67’ Oberdorf 64’ Wilde 89’ Schüller |

| Arbitro: | Stolz (Pritzwalk) |

|  |           |                                            |
|  | Marcatori | 48’ Harder 60’, 73’, 75’ Pajor 71’ Fischer |

| Arbitro: | Weigelt (Lipsia) |

|            |           |                     |
| Dongus 44’ | Marcatori | 13’ Wu 48’ Schüller |

| Arbitro: | Diekmann (Dortmunde) |

|                                |           |                    |
| Schüller 11’, 48’ Dallmann 72’ | Marcatori | 30’ Huth 57’ Rauch |

| Arbitro: | Wildfeuer (Lubecca) |

|                 |           |              |
| Feiersinger 31’ | Marcatori | 34’ Schüller |

| Arbitro: | Duske (Leverkusen) |

|              |           |  |
| Schüller 90’ | Marcatori |  |

| Arbitro: | Stolz (Pritzwalk) |

|  |           |                       |
|  | Marcatori | 64’ Däbritz 86’ Rolfö |

| Arbitro: | Söder (Ingolstadt) |

|                 |           |          |
| Schiechtl 45+1’ | Marcatori | 7’ Nesse |

| Arbitro: | Appelmann (Alzey) |

|                       |           |                       |
| Knaak 41’ Freutel 81’ | Marcatori | 14’ Schöne 71’ Müller |

| Arbitro: | Schwermer (Rieder) |

|  |           |                                                                |
|  | Marcatori | 6’ Wu 36’, 77’, 79’ Oberdorf 78’ Schüller 87’ (aut.) Starmanns |

| Arbitro: | Rafalski (Baunatal) |

|                                                         |           |  |
| Oberdorf 33’, 46’ Schüller 58’ Hegering 73’ Freutel 74’ | Marcatori |  |

#### Girone di ritorno
| Arbitro: | Heidenreich (Bad Schwartau) |

|                                                                                 |           |  |
| Radtke 30’ (aut.) Hegering 45+2’ Schüller 55’, 76’ Freutel 61’ Petzelberger 71’ | Marcatori |  |

| Wolfsburg 16 dicembre 2018, ore 14:00 CET 13ª giornata | Wolfsburg       | 0 – 0 referto | SGS Essen | AOK Stadion (1 428 spett.)\| Arbitro: \| Wozniak (Herne) \| |
| Arbitro:                                               | Wozniak (Herne) |               |           |                                                             |

| Arbitro: | Schwermer (Rieder) |

|                               |           |                           |
| Hegering 63’ Petzelberger 74’ | Marcatori | 12’ (rig.) Billa 53’ Rall |

| Arbitro: | Söder (Ingolstadt) |

|                           |           |                    |
| Schwalm 42’ Prašnikar 72’ | Marcatori | 5’ Wu 12’ Schüller |

| Arbitro: | Derlin (Bad Schwartau) |

|                                            |           |                                                |
| Knaak 10’, 48’ Petzelberger 32’ Anyomi 85’ | Marcatori | 76’ Reuteler 82’ (rig.) Prießen 90+1’ Martinez |

| Arbitro: | Biehl (Siesbach) |

|  |           |              |
|  | Marcatori | 40’ Schüller |

| Arbitro: | Heimann (Gladbeck) |

|                           |           |                              |
| Damnjanović 33’ Rolfö 90’ | Marcatori | 4’ Schüller 61’ Petzelberger |

| Arbitro: | Kunkel (Amburgo) |

|                          |           |                          |
| Knaak 57’ Schüller 90+1’ | Marcatori | 22’ Volkmer 53’ Wichmann |

| Arbitro: | Wozniak (Herne) |

|           |           |                               |
| Gwinn 74’ | Marcatori | 53’ (rig.) Wilde 61’ Oberdorf |

| Arbitro: | Söder (Ingolstadt) |

|                                   |           |  |
| Petzelberger 40’ Freutel 59’, 82’ | Marcatori |  |

| Arbitro: | Michel (Gau-Odernheim) |

|                  |           |                |
| Csiszár 71’, 81’ | Marcatori | 45+2’ Oberdorf |

### DFB-Pokal der Frauen
| Arbitro: | Willms (Oldenburg) |

|  |           | |
|  | Marcatori | 3’, 58’ Oberdorf 22’ Brüggemann 38’ Wilde 46’, 69’, 70’, 78’ Schüller 52’, 76’ Anyomi 54’ Knaak 55’ (aut.) Bautz 58’ Ioannidou 82’ Freutel |

| Arbitro: | Kunkel (Amburgo) |

|  |           |                                                |
|  | Marcatori | 19’ Bühl 54’ (aut.) Ostermeier 63’, 84’ Starke |

## Statistiche

### Statistiche di squadra
| Competizione         | Punti | In casa | In casa | In casa | In casa | In casa | In casa | In trasferta | In trasferta | In trasferta | In trasferta | In trasferta | In trasferta | Totale | Totale | Totale | Totale | Totale | Totale | DR  |
| Competizione         | Punti | G       | V       | N       | P       | Gf      | Gs      | G            | V            | N            | P            | Gf           | Gs           | G      | V      | N      | P      | Gf     | Gs     | DR  |
| -------------------- | ----- | ------- | ------- | ------- | ------- | ------- | ------- | ------------ | ------------ | ------------ | ------------ | ------------ | ------------ | ------ | ------ | ------ | ------ | ------ | ------ | --- |
| Frauen-Bundesliga    | 41    | 11      | 6       | 3       | 2       | 28      | 18      | 11           | 5            | 5            | 1            | 22           | 10           | 22     | 11     | 8      | 3      | 50     | 28     | +22 |
| DFB-Pokal der Frauen | -     | 1       | 0       | 0       | 1       | 0       | 4       | 1            | 1            | 0            | 0            | 14           | 0            | 2      | 1      | 0      | 1      | 14     | 4      | +10 |
| Totale               | -     | 12      | 7       | 3       | 2       | 28      | 22      | 12           | 6            | 5            | 1            | 36           | 10           | 24     | 12     | 8      | 4      | 64     | 32     | +32 |

### Andamento in campionato
| Giornata  | 1 | 2 | 3 | 4 | 5 | 6 | 7 | 8 | 9 | 10 | 11 | 12 | 13 | 14 | 15 | 16 | 17 | 18 | 19 | 20 | 21 | 22 |
| --------- | - | - | - | - | - | - | - | - | - | -- | -- | -- | -- | -- | -- | -- | -- | -- | -- | -- | -- | -- |
| Luogo     | T | C | T | C | T | C | C | T | C | T  | C  | C  | T  | C  | T  | C  | T  | T  | C  | T  | C  | T  |
| Risultato | V | P | V | V | N | V | P | N | N | V  | V  | V  | N  | N  | N  | V  | V  | N  | N  | V  | V  | P  |
| Posizione | 2 | 7 | 6 | 3 | 3 | 3 | 4 | 5 | 5 | 4  | 4  | 4  | 4  | 4  | 4  | 3  | 3  | 4  | 4  | 4  | 4  | 4  |

Legenda:

Luogo: C = Casa; T = Trasferta. Risultato: V = Vittoria; N = Pareggio; P = Sconfitta.

### Statistiche delle giocatrici
| Giocatore       | Frauen-Bundesliga | Frauen-Bundesliga | Frauen-Bundesliga | Frauen-Bundesliga | DFB-Pokal der Frauen | DFB-Pokal der Frauen | DFB-Pokal der Frauen | DFB-Pokal der Frauen | Totale   | Totale | Totale      | Totale     |
| Giocatore       | Presenze          | Reti              | Ammonizioni       | Espulsioni        | Presenze             | Reti                 | Ammonizioni          | Espulsioni           | Presenze | Reti   | Ammonizioni | Espulsioni |
| --------------- | ----------------- | ----------------- | ----------------- | ----------------- | -------------------- | -------------------- | -------------------- | -------------------- | -------- | ------ | ----------- | ---------- |
| N. Anyomi       | 15                | 1                 | 2                 | 0                 | 2                    | 2                    | 0                    | 0                    | 17       | 3      | 2           | 0          |
| A. Breitenbach  | -                 | -                 | -                 | -                 | -                    | -                    | -                    | -                    | -        | -      | -           | -          |
| N. Brüggemann   | 17                | 0                 | 3                 | 0                 | 2                    | 1                    | 0                    | 0                    | 19       | 1      | 3           | 0          |
| J. Dallmann     | 8                 | 0                 | 0                 | 0                 | 0                    | 0                    | 0                    | 0                    | 8        | 0      | 0           | 0          |
| L. Dallmann     | 12                | 1                 | 4                 | 0                 | 1                    | 0                    | 0                    | 0                    | 13       | 1      | 4           | 0          |
| J. Feldkamp     | 19                | 0                 | 1                 | 0                 | 2                    | 0                    | 0                    | 0                    | 21       | 0      | 1           | 0          |
| S. Freutel      | 18                | 5                 | 0                 | 0                 | 2                    | 1                    | 0                    | 0                    | 20       | 6      | 0           | 0          |
| M. Grutkamp     | 1                 | 0                 | 0                 | 0                 | -                    | -                    | -                    | -                    | 1        | 0      | 0           | 0          |
| M. Hegering     | 17                | 3                 | 1                 | 0                 | 1                    | 0                    | 0                    | 0                    | 18       | 3      | 1           | 0          |
| I. Hochstein    | 9                 | 0                 | 1                 | 0                 | 1                    | 0                    | 0                    | 0                    | 10       | 0      | 1           | 0          |
| I. Ioannidou    | 6                 | 0                 | 2                 | 0                 | 1                    | 1                    | 0                    | 0                    | 7        | 1      | 2           | 0          |
| S. Johannes     | 2                 | -5                | 0                 | 0                 | 1                    | 0                    | 0                    | 0                    | 3        | -5     | 0           | 0          |
| I. Lehmann      | -                 | -                 | -                 | -                 | -                    | -                    | -                    | -                    | -        | -      | -           | -          |
| J. Klasen       | 18                | 0                 | 1                 | 0                 | 2                    | 0                    | 0                    | 0                    | 20       | 0      | 1           | 0          |
| L. Klostermann  | 2                 | -3                | 0                 | 0                 | -                    | -                    | -                    | -                    | 2        | -3     | 0           | 0          |
| T. Knaak        | 21                | 4                 | 1                 | 0                 | 2                    | 1                    | 0                    | 0                    | 23       | 5      | 1           | 0          |
| V. Kniszewski   | 0                 | 0                 | 0                 | 0                 | -                    | -                    | -                    | -                    | 0        | 0      | 0           | 0          |
| K. Nesse        | 14                | 1                 | 0                 | 0                 | 1                    | 0                    | 0                    | 0                    | 15       | 1      | 0           | 0          |
| L. Oberdorf     | 16                | 9                 | 3                 | 0                 | 2                    | 2                    | 0                    | 0                    | 18       | 11     | 3           | 0          |
| L. Ostermeier   | 13                | 0                 | 0                 | 0                 | 1                    | 0                    | 0                    | 0                    | 14       | 0      | 0           | 0          |
| R. Petzelberger | 12                | 5                 | 1                 | 0                 | -                    | -                    | -                    | -                    | 12       | 5      | 1           | 0          |
| A. Rieke        | 0                 | 0                 | 0                 | 0                 | -                    | -                    | -                    | -                    | 0        | 0      | 0           | 0          |
| L. Schüller     | 22                | 14                | 1                 | 0                 | 2                    | 4                    | 0                    | 0                    | 24       | 18     | 1           | 0          |
| K. Sindermann   | 14                | -13               | 0                 | 0                 | 1                    | -4                   | 0                    | 0                    | 15       | -17    | 0           | 0          |
| L-C. Stober     | 1                 | 0                 | 0                 | 0                 | -                    | -                    | -                    | -                    | 1        | 0      | 0           | 0          |
| J. Strüngmann   | 5                 | -7                | 0                 | 0                 | -                    | -                    | -                    | -                    | 5        | -7     | 0           | 0          |
| M. Wilde        | 22                | 2                 | 2                 | 0                 | 2                    | 1                    | 1                    | 0                    | 24       | 3      | 3           | 0          |
| D. Wu           | 21                | 3                 | 2                 | 0                 | 2                    | 0                    | 0                    | 0                    | 23       | 3      | 2           | 0          |